# Venticano
Venticano är en ort och kommun i provinsen Avellino i regionen Kampanien i Italien. Kommunen hade 2 539 invånare (2017).